# Baker Island
Baker Island er en ubeboet ø lige nord for ækvator (der passerer gennem territorialfarvandet) i det centrale Stillehav. Øen ligger midtvejs mellem Hawaii og Australien. Øen ligger ca. 3000 kilometer sydvest for Hawaiiøerne og det nærmeste landområde er Howland-øen, ca. 60 kilometer nordvest for øen. Både Howland-øen og Baker Island har været under amerikansk suverænitet siden 1857.
Selvom øen er ubeboet besøges den flere gange om året af både United States Coast Guard og ansatte i United States Fish and Wildlife Service, som står for administrationen af øen.

## Geografi
Øens areal er 2,1 kvadratkilometer og den har 4,8 kilometer kystlinje . Den har tropisk regnskovsklima med lidt regn, konstant vind og stærk sol. Terrænet er lavt og dækket af sand og græs. Den er en koralø omringet af koralrev og det højeste punkt på øen er otte meter over havet . Administrativt er den en del af USA's ydre småøer og er i dag et beskyttet vildtreservat, kendt som Baker Island National Wildlife Refuge.
En gravlund fra tidligere kolonister ligger nær midten af vestkysten og det er også her bådene ankrer. Der findes ingen havneleje og den 1,6 kilometer lange landingsbane på øen blev forladt efter Stillehavskrigen og er nu dækket af græs. Der findes ingen indsøer på øen.

## Historie
Baker Island blev først fundet af den amerikanske hvalfanger Elisha Folger ombord på skibet «Equator» i 1818. Folger, som var fra Nantucket i Massachusetts, døbte øen til New Nantucket Island. Den næste som besøgte øen var den amerikanske Michael Baker i 1834. Øen er i dag opkaldt efter kaptajn Baker. Senere blev øen besøgt af hvalfangeren kaptajn Obed Starbuck ombord på skibet «Loper» i august 1825. Kaptajn Baker annekterede øen i 1855, men den kom under amerikansk suverænitet i 1857 efter store fund af guano . Det amerikanske selskab American Guano Company udvandt guano på øen fra 1859 til 1878, men senere blev øen annekteret af Storbritannien som udvandt guano her fra 1886 til 1891. Præsident Franklin D. Roosevelt benyttede sig af en «executive order», (præsidentordre) den 13. maj 1936 som opretholdt det amerikanske krav over øen .
Amerikanske kolonister ombord på kystvagtkutteren «Itasca» ankom til øen i april 1935. Der byggede de et fyrtårn, flere huse og forsøgte at plante forskellige planter . Bosætningen blev kaldt Meyerton efter den amerikanske kaptajn H.A. Meyer fra United States Army som var hovedansvarlig for at bygge den nye koloni. Kolonisterne blev evakueret fra øen under Stillehavskrigen i 1942 efter japanske angreb på øen. Kort tid efter blev øen okkuperet af militæret som blandt andet drev en LORAN-radiostation her fra september 1944 til juli 1946 . Som en del af Slaget om Kwajalein blev soldater fra United States Army stationeret på øen den 11. august 1943. En måned senere havde de bygget en 1,6 kilometer lang rullebane for fly som blev brugt til at angribe den japanske base på Mili Atoll i Marshalløerne med Consolidated B-24 Liberator-bombefly . United States Air Force havde Curtiss P-40 Warhawk-jagerfly stationeret på øen fra 1. september til 27. november i 1943, men forlod øen den 1. januar 1944 .

## Dyre- og planteliv
Baker Island er hovedsagelig et fredet område for forskellige typer havfugle og marineliv. Forskere fra Smithsonian Institution registrerede kun fire fuglearter på øen under deres besøg i 1965, men i dag findes der elleve fuglearter på øen. Blandt dem er der over én million individer af sodfarvet terne. Flere af fuglearterne er udrydningstruet, deriblandt alaskaspove. Andre fuglearter er brun sule, maske sule, rødfodet sule, stor fregatfugl lille fregatfugl, blå noddy, brun noddy, sodfarvet terne, rødhale tropikfugl, sibirisk tundrahjejle, alaska vandresnipe og stenvender . De udrydningstruede havskildpadder ægte karette og suppeskildpadde er også udbredt på øen, specielt på den sydlige læside. Kolonisterne tog flere invaderende arter med til øen, blandt dem kakerlakker, katte og kokospalmer, som blev fjernet i 1965 .
Der findes ingen træer på øen, men flere typer buske og fire græsarter. Plantelivet på øen blev først undersøgt af Whippoorwill-ekspeditionen i 1924 som fandt 15 plantearter på øen. I 1965 blev 24 plantearter registreret og yderligere to i 1993. Mere end 11 plantearter blev taget med af kolonisterne i 1930erne, men samtlige af dem er udryddet i dag. En endemisk græsart, eragrostis whitneyi, blev genfundet af ansatte i United States Fish and Wildlife Service i 1993 efter at den ikke har været observeret siden 1924 . 16 algearter er fundet på øen, af dem fire arter grønalger (for det meste halimeda), to arter brunalger (for det meste lobophora) og seks arter rødalger. Der blev registreret 104 koralarter på øen i 2010, deriblandt fungiidae, faviidae og acropora cervicornis. Nogen af korallerne er 2,8 meter i diameter .